# Alpicus
Alpicus war ein antiker römischer Toreut (Metallbildner), der im letzten Viertel des 1. Jahrhunderts in Gallien tätig war.
Alpicus ist heute nur noch aufgrund von drei Signaturstempeln auf Bronzekasserollen bekannt, die alle in den ehemaligen Nordwestprovinzen des Römischen Reichs gefunden wurden. Die Signatur lautete schlicht lateinisch ALPICVS. Bei den Stücken handelt es sich um:
1. Bronzekasserolle, gefunden in Compiègne.[1]
2. Bronzekasserolle, gefunden in Malton, Yorkshire; heute im Roman Malton Museum.[2]
3. Bronzekasserolle, gefunden in Schwarzerden; heute im Rheinischen Landesmuseum in Trier.[3]

## Einzelbelege
1. ↑  Richard Petrovszky: Studien zu römischen Bronzegefäßen mit Meisterstempeln. Leidorf, Buch am Erlbach 1993, S. 192, Nr. A.11.01; CIL 13, 10027,10.
2. ↑  Richard Petrovszky: Studien zu römischen Bronzegefäßen mit Meisterstempeln. Leidorf, Buch am Erlbach 1993, S. 192, Nr. A.11.02.
3. ↑  Inventarnummer 32.183; Richard Petrovszky: Studien zu römischen Bronzegefäßen mit Meisterstempeln. Leidorf, Buch am Erlbach 1993, S. 192, Nr. A.11.03.

| Personendaten    | Personendaten                              |
| ---------------- | ------------------------------------------ |
| NAME             | Alpicus                                    |
| KURZBESCHREIBUNG | antiker römischer Toreut                   |
| GEBURTSDATUM     | 1. Jahrhundert v. Chr. oder 1. Jahrhundert |
| STERBEDATUM      | 1. Jahrhundert oder 2. Jahrhundert         |